# Cofradía
Cofradía est une ville du département de Francisco Morazán, située au nord-ouest du Honduras.
La population était de 18 100 habitants en 2001.